# Kuru (Finnland)

Wappen der ehemaligen Gemeinde Kuru

Kuru [ˈkuru] ist eine ehemalige finnische Gemeinde in der Landschaft Pirkanmaa, etwa 50 km von Tampere entfernt. Zum Jahresbeginn 2009 wurde die Gemeinde, die seit 1867 bestand, in die Stadt Ylöjärvi eingemeindet.
Mit Stand August 2006 leben in Kuru 2792 Menschen. Das Ortsgebiet hat eine Fläche von 821,08 km², von denen 103,53 km² Wasserfläche sind.
Kuru ist bekannt für seinen grauen Granit und schwarzen Basalt, der in die ganze Welt exportiert wird. Zwei Drittel des Seitseminen Nationalparks befinden sich auf dem Ortsgebiet.
Kuru unterhält seit 1945 mit Skinnskatteberg, Schweden eine Städtepartnerschaft.